# ليلى جفال
ليلى جفال من مواليد 29 أغسطس 1960 بمدينة رادس قاضية الرئيسة الأولى لمحكمة الاستئناف بنابل تونسية، شغلت منصب وزيرة أملاك الدولة والشؤون العقارية في حكومة هشام المشيشي منذ 1 أغسطس 2020 ثم تولت منصب وزيرة العدل في حكومة نجلاء بودن منذ 11 أكتوبر 2021.
حصلت على إجازة في القانون الخاص عام 1985 وشهادة أهلية لمهنة المحاماة عام 1986.انضمت ليلى جافل إلى القضاء في عام 1987 وعملت قاضية في محكمة قرمبالية من 1994 إلى 1998، ثم في محكمة تونس في عامي 1998 و 1999، ثم مستشارًا لمحكمة الاستئناف بتونس في أعوام 1999. و 2000 وأخيرا مستشارا للدائرة الجزائية للمحكمة الابتدائية التونسية من 2000 إلى 2003.
كما كانت رئيسة المحكمة الابتدائية بڨرمبالية و محكمة الإستئناف نابل منذ عام 2008.